# Rott (Westerwald)

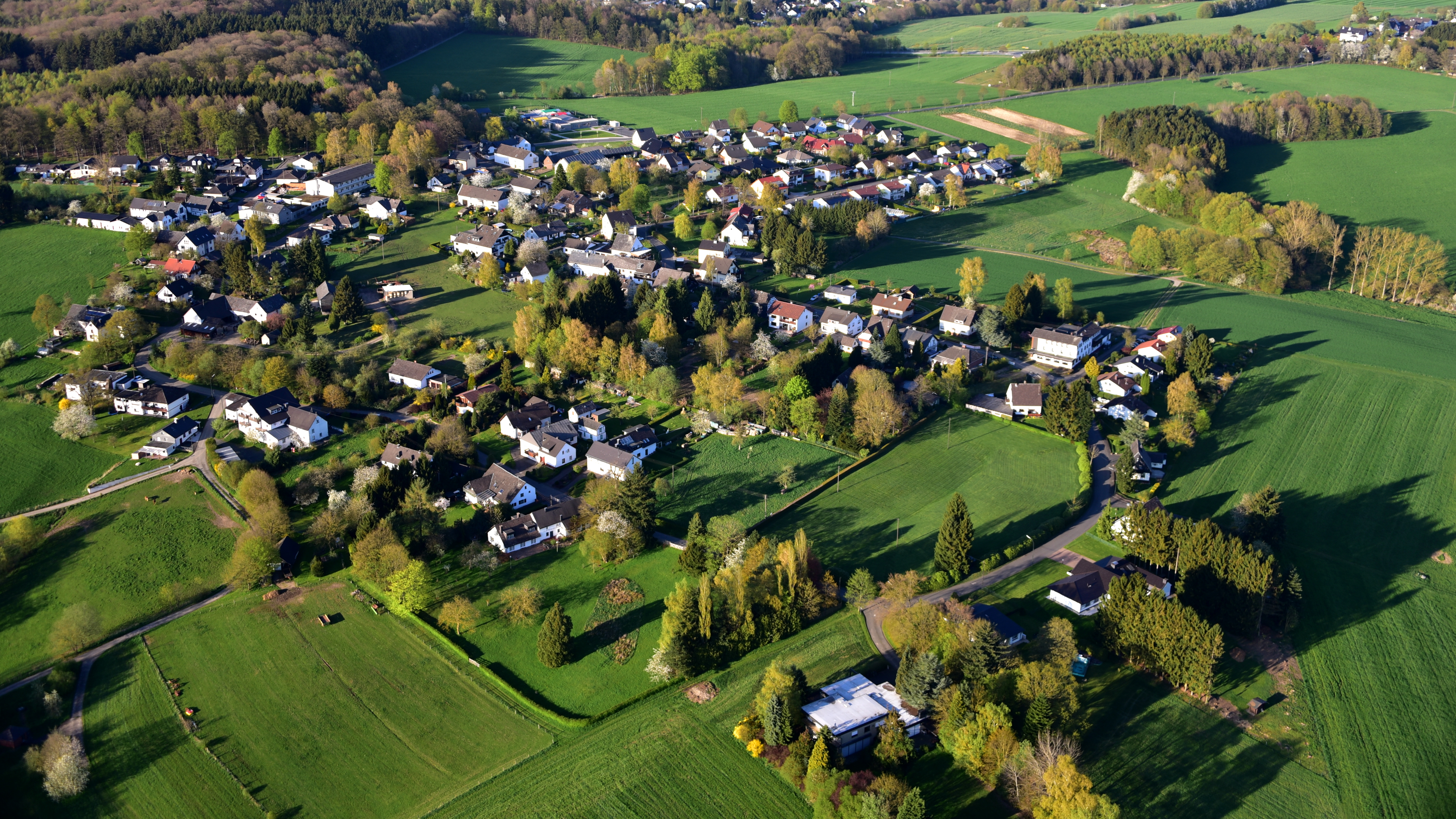
Rott (Westerwald), Luftaufnahme (2018)

Rott ist eine Ortsgemeinde im Westerwald im Landkreis Altenkirchen (Westerwald) in Rheinland-Pfalz. Sie gehört zur Verbandsgemeinde Altenkirchen-Flammersfeld.

## Gemeindegliederung
Zur Ortsgemeinde Rott gehören auch der Ortsteil Kaffroth und die Wohnplätze Alte Silberwiese, Belkertshof, Hof Fernblick und Bahnhof Peterslahr.

## Geschichte
Rott gehörte zum Kirchspiel Flammersfeld in der Grafschaft Sayn und wurde in den Urkunden des Kirchspielgerichts erstmals im Jahr 1478 genannt. Nach der Teilung der Grafschaft Sayn gehörte Rott bis 1799 zur Grafschaft Sayn-Hachenburg. Bis 1806 stand der Ort unter der Herrschaft von Nassau-Weilburg und bis 1815 gehörte er zum Herzogtum Nassau. Zu dieser Zeit hieß der Ort Roth. 1815 wurde die das Kirchspiel Flammersfeld dem Königreich Preußen zugeordnet, verwaltungsmäßig gehörte Rott zur Bürgermeisterei Flammersfeld im 1816 neu gebildeten Kreis Altenkirchen.
Bis 1856 gingen die Rotter Kinder nach Flammersfeld zum Unterricht. Von 1894 bis zum Jahr 1965 verfügte Rott über eine eigene Dorfschule. Anlass für ihren Bau war die Überfüllung der Schule in Eichen, wo inzwischen die Kinder von Rott unterrichtet wurden. Der Bau der Schule ohne Utensilien und Lehrmittel kostete damals 11.000 Mark. Im Schuljahr 1895/96 betrug die Zahl der Kinder 44, darunter 27 Jungen und 17 Mädchen. Alle Kinder waren bis zur Schließung der Schule in einem Klassenraum untergebracht, unabhängig vom Jahrgang.
In der Schulchronik ist hinsichtlich der Dorfgeschichte unter anderem zu lesen, dass der Gemeinderat 1923 den Bau einer Lichtanlage für den Ort beschloss. 1928 wurde Rott an die bereits bestehende Postbuslinie Neuwied–Horhausen angeschlossen, die bis Flammersfeld erweitert wurde. 1984 wurde ein über 100 Jahre alter Bruchsteinofen vor dem Abriss gerettet, demontiert, renoviert und in einem eigens errichteten Backes wieder aufgebaut, der seitdem von der Dorfgemeinschaft genutzt wird.
Am 7. November 1970 wurden die Ortsteile Dasbach und Heckenhahn aus der Gemeinde Rott und dem Landkreis Altenkirchen ausgegliedert und der Gemeinde Schöneberg im Landkreis Neuwied zugeordnet, die 1974 zur Gemeinde Asbach (Westerwald) kam.
Bevölkerungsentwicklung
Die Entwicklung der Einwohnerzahl von Rott ist  auf das heutige Gemeindegebiet bezogen; die Werte von 1871 bis 1987 beruhen auf Volkszählungen:
| Jahr | Einwohner |
| ---- | --------- |
| 1815 | 141       |
| 1835 | 197       |
| 1871 | 198       |
| 1905 | 223       |
| 1939 | 201       |
| 1950 | 213       |

| Jahr | Einwohner |
| ---- | --------- |
| 1961 | 227       |
| 1970 | 306       |
| 1987 | 330       |
| 2005 | 456       |
| 2011 | 363       |
| 2017 | 350       |

## Politik

### Gemeinderat
Der Gemeinderat in Rott besteht aus acht Ratsmitgliedern, die bei der Kommunalwahl am 9. Juni 2024 in einer Mehrheitswahl gewählt wurden, und dem ehrenamtlichen Ortsbürgermeister als Vorsitzendem.

### Bürgermeister
Martin Spies wurde am 29. August 2024 Ortsbürgermeister von Rott. Bei der Direktwahl am 9. Juni 2024 war er als einziger Bewerber mit einem Stimmenanteil von 87,0 % für fünf Jahre gewählt worden.
Sein Vorgänger Hagen Schneider hatte das Amt seit Juni 2019 inne. Zuvor übten Klaus Kölschbach (Bürgermeister 2014–2019, hatte nicht erneut kandidiert) und Hartmut Krämer (bis 2014) das Ehrenamt aus.

## Denkmäler
- Liste der Kulturdenkmäler in Rott (Westerwald)
- Liste der Naturdenkmale in Rott (Westerwald)